# Brebu
Brebu es una comuna ubicada en el distrito de Prahova, Rumania.

## Superficie
Posee una superficie de 58,52 kilómetros cuadrados.

## Demografía
Hasta 2021 la población era de 6576 habitantes, con una densidad de población de 112,4 habitantes por kilómetro cuadrado.